# Libnotes viridicolor
Libnotes viridicolor là một loài ruồi trong họ Limoniidae. Chúng phân bố ở miền Australasia.